# Livre d'Osée
Le Livre d'Osée est un livre de la Bible hébraïque (l'Ancien Testament des chrétiens). Il fut probablement achevé entre 745 et 740 av J.-C.

## Présentation
Le thème fondamental du livre est l'amour de Dieu pour son peuple. Le prophète Osée a épousé une prostituée sacrée nommée Gomer. Son amour pour sa femme malgré ses fautes lui fait comprendre que l'amour est inconditionnel et permanent. Il établit alors un parallèle entre sa vie privée et la relation de Dieu avec la nation d'Israël. YHVH n'abandonne pas son peuple pour la même raison qu'Osée n'abandonne pas Gomer. Le livre présente donc une réflexion sur la notion d'alliance. L'alliance entre YHVH et Israël est fondée à la fois sur la justice, c'est-à-dire l'obéissance à la Torah, et sur l'amour. L'amour n'exclut pas la justice, mais il fixera des limites au jugement. Israël devra être exilé, mais son exil s'arrêtera.

## Récit
Le prophète Osée reçoit l'ordre d'épouser une femme qui se révèle adultère ; cela illustre l'infidélité d'Israël envers Dieu. Abandonné à l'esclavage, Osée reçoit l'ordre de reprendre sa femme ; il obéit mais il lui impose des limites en lui interdisant la fornication. La femme représente la nation d'Israël qui pratiquait la tromperie, le meurtre, le vol, l'adultère, l'idolâtrie et la corruption morale et la prostitution spirituelle par la recherche insensée d’alliances politiques avec des nations ennemies comme l'Égypte et l'Assyrie auxquelles s'est livré Israël, au lieu de compter sur Dieu pour être en sécurité. Le résultat sera la dévastation du pays dont les survivants seront emmenés en Assyrie.
Le peuple est exhorté à se repentir pour obtenir le pardon de Dieu et à ne plus rechercher la protection d’une alliance militaire. Tout comme la femme d'Osée a pu revenir, si le peuple se repent il aura la guérison, Dieu l’aimera sans réticence et Israël prospérera grâce à sa bénédiction.
Le livre consiste avant tout en des sentences du prophète Osée ramassées sans qu'il y ait un récit-cadre. Il ne possède que partiellement une chronologie temporelle ou une organisation thématique. La division en 14 chapitres date seulement du Moyen Âge. On peut distinguer deux parties principales.
- Partie 1 : chapitre 1 à 3 ;
- Partie 2 : chapitre 4 à 14.

## Lieux parallèles
Ce livre mentionne des événements rapportés dans d’autres parties de l'Ancien Testament, comme ceux concernant Jacob, l’exode du peuple, l’idolâtrie avec le culte du dieu Baal de Péor (Belphégor).
L'apôtre Paul dans l'Épître aux Romains 9:25-26, la première épître aux Corinthiens 15:55, ainsi que la première épître de Pierre 2:10 font allusion à Osée 1:10, 2:23 et 13:14.